# Anopheles lounibosi
Anopheles lounibosi este o specie de țânțari din genul Anopheles, descrisă de Gillies și Maureen Coetzee în anul 1987.
Este endemică în Kenya. Conform Catalogue of Life specia Anopheles lounibosi nu are subspecii cunoscute.